# VIXX
VIXX (en hangul, 빅스; acrónimo para Voz, Visual, Valor en eXcelencia) es un grupo surcoreano de cuatro integrantes, bajo la agencia Jellyfish Entertainment. Todos los miembros fueron seleccionados en el programa de competencia de la cadena televisiva Mnet, MyDOL. Los integrantes fueron elegidos a través de un sistema de eliminación en donde la audiencia podía votar. VIXX está formado por N, Leo, Ken y Hyuk.

## Historia

### Predebut
Antes de debutar, los integrantes de VIXX fueron 6 de los 10 concursantes que aparecieron en el reality de Mnet MyDol. N, Leo y Ravi aparecieron en el vídeo musical «Let This Die» de Brian Joo y en el vídeo musical de Seo In Guk, «Shake It Up». Hongbin apareció en el video musical de Seo In Guk llamado «Tease Me».

### 2012:SuperheroyRock Ur Body'
VIXX debutó con «Super Hero» el 24 de mayo de 2012 en M! Countdown. Su primera presentación en el extranjero fue en la Convención Otakon en Baltimore, Maryland el 27 de julio.
El 14 de agosto, VIXX lanzó su segundo sencillo y vídeo musical para «Rock Ur Body». El grupo también asistió a la KCON 2012 el 13 de octubre.
VIXX formó parte del disco de invierno de su agencia, llamado Jelly Christmas 2012 Heart Project, junto a sus compañeros de agencia Lee Seok Hoon, Park Hyo Shin, Seo In Guk y Sung Shi Kyung. El 5 de diciembre, su canción llamada «Because It's Christmas» fue lanzada digitalmente.

### 2013:On and On,Hyde,Jekyll,VoodooyJelly Christmas 2013
El 6 de enero de 2013, VIXX lanzó el sencillo «Don't Want to Be an Idol», como adelanto de su tercer sencillo físico, On and On. La canción «On and On», fue revelada el 17 de enero junto con el álbum.
La canción «Hyde» y su primer miniálbum, llamado del mismo nombre, fueron lanzadas el 20 de mayo. La canción «G.R.8.U», perteneciente al miniálbum reempaquetado, Jekyll, fue lanzada el 31 de julio. Debutó en #1 en tres listas en línea: Bugs, Naver Music y Soribada.
El 8 de noviembre, VIXX lanzó el sencillo, así como también el vídeo musical de «Only U», perteneciente a su primer álbum de estudio, Voodoo. El 20 de noviembre, la canción «Voodoo Doll», fue lanzada y el 25 de noviembre, el álbum fue lanzado. VIXX alcanzó el primer lugar en el programa Music Bank con «Voodoo Doll», haciéndolo su primer premio en un show musical desde su debut.
Los artistas de Jellyfish Entertainment, incluyendo VIXX, lanzaron su canción Navideña anual el 10 de diciembre, llamada «Winter Confession» (Confesión de invierno) para Jelly Christmas 2013. La canción llegó a la cima de Instiz por 2 semanas consecutivas, Billboard K-Pop Hot 100 chart y también en Gaon.

### 2014:Eternity,Darkest Angels,Error
El 5 de marzo, Jellyfish Entertainment anunció que VIXX estaría haciendo su regreso a mediados de abril o a principios de mayo. El 18 de mayo, se anunció el título de su cuarto sencillo físico, Eternity, y fue revelado a través del fancafé oficial del grupo; el adelanto del vídeo musical fue lanzado el 22 de mayo. El 27 de mayo, el vídeo musical de  «Eternity» fue lanzado junto con el álbum.
El 19 de mayo, Jellyfish reveló que VIXX estaría haciendo su debut en el mercado japonés con un álbum de larga duración, Darkest Angels, el 2 de julio.
El 20 de junio, fue anunciado que VIXX asistiría al KCON 2013 los días 9 y 10 de agosto.
El 25 de septiembre, Jellyfish Entertainment confirmó que VIXX haría su comeback el 14 de octubre. El 4 de octubre, se reveló la lista de canciones del segundo miniálbum a través del sitio oficial de VIXX. El 10 de octubre, VIXX lanzó un adelanto del vídeo musical y el 14 de octubre, el vídeo completo de «Error» fue lanzado junto con el miniálbum, Error.

### 2015:Boy´s Record, VIXX LR, Chained Up
El 8 de febrero de 2015, VIXX fue invitado a los KKBOX Music Awards en Taipei Arena. VIXX se convirtieron en los primeros artistas coreanos en ser invitados a tal evento. El 20 de febrero, fue libeardo el primer teaser para "Love Equation". El 24 de febrero, Boys' Record salió a la venta, junto con el video musical para "Love Equation". Luego de su lanzamiento, la canción obtuvo un all-kill en todos los shows musicales. El grupo logró su primera Triple Corona en "The Show". 
De marzo a mayo, VIXX presentó su segundo tour, VIXX Live Fantasia - Utopía en diversos países, incluyendo Corea del Sur, Japón, Filipinas y Singapur. 
Durante el 2015 fue confirmada la primera subunidad de VIXX, VIXX LR, compuesta por los miembros Leo y Ravi.
El 9 de septiembre de 2015, VIXX liberó su segundo sencillo Japonés con el sencillo "Can't Say". A finales de octubre Jellyfish anunció que VIXX realizaría un comeback el 10 de noviembre, con su segundo álbum de estudio completo, junto con el video musical "Chained Up".

### 2016:Depend on Me,Conception:Zelos,HadesandKratos
El 18 de enero, VIXX liberó su primera banda sonora original, para el drama de acción y fantasía, Moorim School: Saga of the Brave, titulado "Alive", obteniendo una respuesta positiva de parte de los espectadores. Más tarde fue revelado que VIXX quería mostrar su apoyo a Hongbin en su primer papel protagónico en el drama, como "Wang Chi-ang" contribuyendo a la banda sonora.
Depend On Me, el primer álbum completo de VIXX en Japón salió a la venta, conteniendo los sencillos "Depend on me" y los lanzamientos anteriores en japonés "Error" y "Can't Say". Para promocionar el álbum, VIXX se presentó eventos de "Mini Live & High Touch" en Sapporo, Kobe, Tokio, Osaka y Fukuoka, desde el 13 de enero, hasta el final del mes. 
El 1 de febrero, Moorim School: Saga of the Brave OST Part. 2 fue liberado, con la canción principal "The King" por VIXX.
A fines de marzo, Jellyfish Entertainment publicó "Conception Art Film", que marcó el inicio de su proyecto para todo el año, VIXX 2016 Conception, a través del cual el grupo mostraría su amplio espectro musical, y cuyo concepto estaría centrado en dioses de la mitología griega.
En abril el grupo reveló el primer miniálbum de la Trilogía titulado Zelos. Este sencillo representa los celos, lleva por tema principal "Dynamite" y salió a la venta el día 20 del mismo mes. Presentando Dynamite, VIXX logró el primer lugar 5 veces en los programas musicales, y adquirió nuevamente la Triple Corona en The Show. Zelos se posicionó en el puesto número 1 en Gaon, vendiendo 89 910 copias sólo en lo que quedaba del mes de abril.
El 29 de junio VIXX reveló su tercer sencillo Japonés, "Hana-Kaze" (花風). El mismo se posicionó en el puesto número 3 de "Oricon Albums Chart" y vendió 32 411 copias.
La segunda parte de su trilogía, Hades, (sexto sencillo de VIXX) fue liberada el 12 de agosto, y dos días después, el video musical de su tema principal "Fantasy", que tiene una temática oscura, enfatizando el concepto de Hades, el dios del inframundo. 
A fines de octubre, precisamente el 31, VIXX liberó la tercera y última parte de su trilogía, VIXX 2016 Conception. El miniálbum fue titulado Kratos, y su tema principal se llama "The Closer". El concepto de Kratos gira alrededor del dios Kratos, la personificación de la fuerza, el poder, y la autoridad en todas sus formas. Se puede ver representado en la vestimenta que utiliza VIXX para  todas sus presentaciones de "The closer" en shows musicales. 
El 21 de noviembre, VIXX liberó un álbum recopilatorio que puso fin a su trilogía de VIXX 2016 Conception, titulado Ker. Este fue acompañado de un nuevo tema, junto con un nuevo video musical "Milky Way" , que fue filmado junto a sus fanes.

### 2017: Do Won Kyung, Lalala Thank you for your love, The wind of Starlight
El 15 de mayo de 2017 regresó con su cuarto miniálbum "Do Won Kyung", con su tema principal titulado "Shangri-La". Para este miniálbum el concepto elegido por VIXX fue el de un estilo tradicional oriental, por lo que su baile se ve acompañado de abanicos. En ese mismo mes además llevaron a cabo una exhibición titulada VIXX 0524 para conmemorar su 5.º aniversario.
En abril, el grupo liberó un nuevo álbum japonés, Lalala ~ Thank you for your love ~ (ラララ ～愛をありがとう～). 
A de fin de año, VIXX fue convocado para presentarse en un programa musical especial para despedir el 2017. Su presentación constó en una versión especial de "Shangri-La" titulada "The Wind of Starlight ". Esta versión ganó tanta atención del público por su bella coreografía y su estilo tradicional que se volvió viral en Corea del Sur, posicionándose en el número 1 del buscador Naver.

### 2018: EAU DE VIXX
A raíz de la presentación de "The Wind of Starlight" VIXX fue tendencia en Corea del Sur, lo que provocó que los primeros 20 puestos del buscador de Naver estuvieran ocupados por videos del grupo. Esto llevó a que la gente pidiera que VIXX los representara en los Juegos Olímpicos que se llevarían a cabo ese mismo año en Corea del Sur. Finalmente VIXX realizó nuevamente la presentación de "The Wind of Starlights" y "Shangri-La" frente al Presidente de Corea del Sur y a todo el comité olímpico.
En el 17 de abril, VIXX liberó un nuevo álbum completo, titulado "EAU DE VIXX", con su canción principal "Scentist" palabra inventada por VIXX que hace referencia a Artista y Perfume. 
Fue anunciado además un nuevo concierto de VIXX, para mayo de este año, llamado VIXX Lost Fantasia, cuyas entradas se agotaron tan solo 2 minutos después de salir a la venta.

## Curiosidades
- Antes de debutar, Hyuk y Hong Bin no se llevaban bien, pero después hablaron y ahora se llevan más que bien.
- No tienen prohibición de citas. La empresa les dice que si quieren salir, que salgan.
- El más reservado y callado del grupo es Leo.
- A Leo no le gusta que las personas le hagan muchos cumplidos, se siente apenado y no sabe que responder.
- Tienen una regla que consiste en que si alguien pelea o discute, empezarán a ejercitarse por 10 minutos hasta que pase.
- La canción Rock Ur Body originalmente iba a ser para el grupo Beast, y fue compuesta por Shinsadong Tiger.
- Ganaron popularidad con su tercer sencillo On And On y su primer miniálbum Hyde.
- Debido al éxito de VIXX en Japón, su agencia decidió abrir un sitio oficial exclusivamente para ese país.
- Se les conoce por ser un grupo muy abierto y sociable con los demás.
- Son cercanos a grupos como MBLAQ, BTOB, Boyfriend, el dúo de JJ Project, e incluso últimamente lo son a EXO y B1A4 (Gong Chan).
- El concepto de vampiros fue idea de Hyuk .
- En su canción "Hyde" hacen referencia a la obra literaria 'El extraño caso del doctor Jekyll y Mr. Hyde' de Robert Louis Stevenson.
- Tuvieron una colaboración con Min Ah de Girl's Day en la canción Stop Resisting de su primer miniálbum.
- Últimamente, varios grupos, tanto femeninos como masculinos, los nombran por tener un estilo diferente al de los demás Idol Boy Band.
- Por la diferencia de estilos, en cada canción se mantiene la idea de "perfección" y  "diferente".
- El sencillo Dae.Da.Na.Da.Neo (G.R.8.U) o You're.Im.Pres.Sive tiene la peculiaridad de estar las imágenes al revés. Salen del estilo oscuro y malvado para ir a una perfección y locura en su bienestar, con una imagen natural, relajada y casual. La canción es una precuela de Hyde. Esto se puede comprobar leyendo la letra de ambas canciones, las cuales cuentan una historia. G.R.8.U cuenta cuándo se enamoran, y Hyde cuándo rompen, pasando por la locura de ellos. En G.R.8.U muestran que están cambiando por el hecho de haberse enamorado. Por tanto, completan la historia de "Jekyll y Hyde".
- Cada uno puso su grano de arena para G.R.8.U. N creó la coreografía, Ravi compuso la letra y el rap,Ken y Leo, junto con el compositor, crearon la melodía y parte de la letra, Hyuk se encargó del vestuario y estilismo, y HongBin se dedicó a la fotografía, ya que es su afición.
- El 12 de octubre, en Immortal Song 2, VIXX rindió homenaje al fallecido cantante Kim Sungjae con la canción "As I Told You", donde se le pudo ver a su madre llorar diciendo "Fue como si mi hijo estuviera vivo de nuevo. Gracias".
- VIXX aparece en el cuarto capítulo del drama The Heirs, haciendo un cameo. Ellos son un grupo patrocinado por Mega Ent. cuyo presidente es el padre de Lee Bo Na.
- Bailaron I got a boy de Girls' Generation .
- Todos los miembros estaban en contra de la presentación como VIXX GIRLS, pero fueron persuadidos cuando Jellyfish les dijo que si ganaban primer lugar, les darían tiempo libre.
- Durante las promociones de "On and On" su auto se descompuso y tuvieron que tomar el metro aún con sus vestuarios y su maquillaje puesto.
- En su día 600, el elevador del edificio donde está su departamento se descompuso y tuvieron que subir hasta el noveno piso cargando las bolsas llenas de ropa.
- Su mánager ganó como el mánager más guapo en el concurso de "MTV The Show" el 13 de marzo del 2014.
- El MV de la canción "Because The Answer Is You" fue grabado en Estocolmo, Suecia.
- El segundo teaser de "Voodoo Doll" fue calificado "R" (Rated R), provocando polémica en Corea del Sur por el fuerte contenido que posee.
- Realizaron una presentación especial junto a Girl's Day con la canción "Now" de Trouble Maker.
- VIXX es uno de los pocos grupos que rinde homenaje a exitosos grupos de los 90's, tales como Sechskies, H.O.T, DEUX, entre otros.
- La canción "Thank You For Being Born" fue promocionada de 2 a 3 semanas, a partir del 3 de enero de 2014, para recompensar el amor de sus fanes.
- A partir de la 2.ª presentación de "Eternity", la coreagrafía fue cambiada, porque las fanes decían que Leo no tenía mucho tiempo en pantalla. El cambio ocurre en el 1:54 min primera presentación y 1:47 min segunda presentación.
- Los boletos de su primer concierto en Seúl se agotaron en menos de 9 minutos.
- Recibieron sus celulares de regreso cuando ganaron el primer lugar con "Voodoo Doll".
- La manecilla pequeña del reloj de "Eternity" apunta al 6, mientras la otra al 4, así que son las 6:20. Esto se debe a: VI=6 XX=20.
- N, Leo y Hongbin se unieron al reto de "Ice Bucket Challenge".
- La coreografía de "Light Up The Darkness" fue hecha por N y la letra por Ravi.
- Algunos de los miembros de VIXX comparten los jeans ya que son de la misma talla.
- Han sido nominados en los MAMA 2014 en las categorías: Best Dance Performance Male Group por Eternity y Union Pay Song Of The Year.
- El tema para su comeback es de Cyborgs y fue idea de Ken.
- Obtuvieron mucho reconocimiento por su comeback "ERROR"
- El 27 de enero se dio a conocer este reporte de la agencia de VIXX "El grupo masculino de Jelly Fish Ent. Reporto que VIXX lanzará un Album remake en Febrero. VIXX que han sido conocidos por sus conceptos oscuros como vampiros, cyborgs, muñecos vudú (voodoo) y asi sucesivamente, informaron que trabajarán en un concepto brillante para este nuevo album remake. Este concepto nuevo aumenta la anticipación  de los fans ya que VIXX se ha dado a conocer a través de sus fuertes y oscuros conceptos en sus comeback."
- Su vídeo titulado "Love Equation" fue lanzado el 23/02/2015.
- Hicieron AllKill por primera vez con su sencillo adaptación "Love Equation".

## Subunidad
VIXX revela las primeras imágenes de adelanto para el debut de la subunidad «LR» titulada Beautiful Liar. La fecha de lanzamiento es el 17 de agosto a la medianoche (KST). Esta subunidad está formada por los miembros Leo y Ravi. Esto luego de publicar una misteriosa cuenta regresiva en su página oficial y en sus redes sociales; mientras tanto, también han revelado un vídeo adelanto.
VIXX LR realizó un comeback con su miniálbum 'Whisper' el 28 de agosto de 2017; Dos años después de su debut. Más tarde, ese mismo año, VIXX LR realizó una serie de conciertos titulados "Eclipse".

## Miembros
| Integrantes      | Integrantes      | Integrantes          | Integrantes          | Integrantes                       | Integrantes                                 | Integrantes                            |
| Nombre artístico | Nombre artístico | Nombre de Nacimiento | Nombre de Nacimiento | Fecha de Nacimiento               | Lugar de nacimiento                         | Posición                               |
| Romanización     | Hangul           | Romanización         | Hangul               | Fecha de Nacimiento               | Lugar de nacimiento                         | Posición                               |
| ---------------- | ---------------- | -------------------- | -------------------- | --------------------------------- | ------------------------------------------- | -------------------------------------- |
| N                | 엔               | Cha Hak Yeon         | 차학연               | 30 de junio de 1990 (35 años)     | Changwon, Gyeongsang del Sur, Corea del Sur | Líder, sub-vocalista y bailarín        |
| Leo              | 레오             | Jung Taek Woon       | 정택운               | 10 de noviembre de 1990 (34 años) | Seocho-gu, Seúl, Corea del Sur              | Vocalista principal y bailarín         |
| Ken              | 켄               | Lee Jae Hwan         | 이재환               | 6 de abril de 1992 (33 años)      | Gwangjin-gu, Seúl, Corea del Sur            | Vocalista principal y bailarín         |
| Hyuk             | 혁               | Han Sang Hyuk        | 한상혁               | 5 de julio de 1995 (30 años)      | Dong, Daejeon, Corea del Sur                | Sub-vocalista líder, bailarín y maknae |

## Discografía
Más Información: Discografía de VIXX

### Corea del Sur
Álbum de Estudio
- 2013: Voodoo
- 2015: Chained Up
- 2018: Eau de VIXX

Miniálbum (EP)
- 2013: Hyde
- 2014: Error

Reempaquetado
- 2013: Jekyll
- 2016: Ker

Sencillos
- 2012: «Super Hero»
- 2012: «Rock Ur Body»
- 2013: «On And On»
- 2014: «Eternity»
- 2015: «Love Equation»
- 2016: «Dynamite» «Fantasy» «The Closer»
- 2017: «Shangri-La»
- 2018: «Scentist»
- 2019: «Walking»

### Japón
Álbum de Estudio
- 2014: Darkest Angels

Sencillo
- 2014: «Error»
- 2015: «Can´t say»
- 2016: «Hana-Kaze»

## Conciertos
VIXX
- 2013: The Milky Way Global Showcase
- 2014: VIXX Live Fantasia - Hex Sign
- 2014: VIXX US Tour
- 2015: VIXX Live Fantasia - Utopía
- 2016: VIXX Japan Live Tour - Depend On
- 2016: VIXX Live Fantasia - Elysium
- 2017: VIXX Live Fantasia - Day dream
- 2018: VIXX Live - Lost Fantasia

VIXX LR
- 2017: Eclipse

## Filmografía
| Año             | Título             | Canal      |
| --------------- | ------------------ | ---------- |
| 2012            | Mydol              | Mnet       |
| 2012            | MTV Diary          | SBS MTV    |
| 2012 - 2014     | VIXX TV            | Youtube    |
| 2013            | Plan V Diary       | SBS MTV    |
| 2013            | VIXX File          | Mnet Japan |
| 2014 - presente | VIXX TV2           | Youtube    |
| 2015            | One Fine Day       | MBC        |
| 2017            | ASIA LOVED BY VIXX | SkyTravel  |